# یوسف مجتهدی
یوسف مجتهدی (زاده ۱۲۸۴ تبریز) پزشک و نماینده مجلس شورای ملی بود. 
پدرش میرزا مسعود از روحانیون و مالکان بزرگ تبریز بود. یوسف پس از تحصیلات ابتدائی و متوسطه در ایران برای ادامه تحصیل به اروپا رفت و پس از فارغ‌التحصیلی در رشته پزشکی از دانشگاه لوزان سوییس به ایران بازگشت و در تبریز به طبابت پرداخت. 
مجتهدی در انتخابات دوره چهاردهم مجلس شورای ملی در سال ۱۳۲۲ به نمایندگی از تبریز انتخاب شد و به تهران رفت. در مجلس از مخالفان حزب توده بود. سپس به حزب دموکرات به رهبری قوام‌السلطنه پیوست. او تا دوره بیستم نماینده مجلس بود و پس از آن از سیاست کناره گرفت.